# عمارة أسلوب الألواح الخشبية

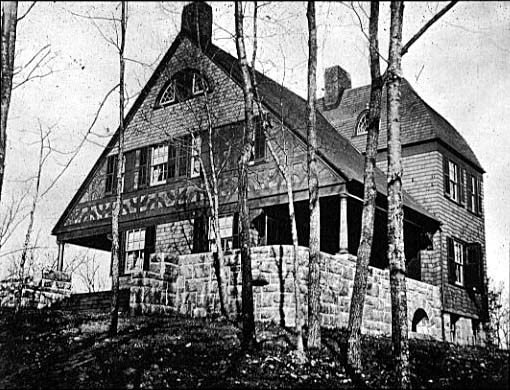
مقر إقامة ويليام كينت، توكسيدو بارك، نيويورك

أسلوب الألواح الخشبية هو أسلوب معماري أمريكي حصد شهرة من خلال نهوض مدرسة نيو إنجلاند للعمارة، التي تجنبت الأساليب المعمارية المسرفة في الزخرفة مثل أسلوب إيستلايك في عمارة الملكة آن. في أسلوب الألواح الخشبية، دُمج التأثير الإنجليزي مع الاهتمام المتجدد بالعمارة الاستعمارية الأمريكية، التي تلت احتفال عام 1876 بالذكرى المئوية. تبنى الأسلوب البساطة، كما في أسطح الألواح الخشبية للمباني الاستعمارية وحاكى كتلتها.
بصرف النظر عن كون الأسلوب خاصًا بالتصميم، فقد نقل الأسلوب أيضًا الشعور بالمنزل وكأنه حجم مستمر. عُزز تأثير المبنى باعتباره حيزًا محيطيًا من الفراغ بدل كونه كتلة كبيرة، من خلال الشد البصري للأسطح ذات الألواح والشكل الأفقي للعديد من المنازل ذات أسلوب الألواح الخشبية والتركيز على الاستمرارية الأفقية، سواء في التفاصيل الخارجية أوفي تدفق المساحات داخل المنازل.

## لمحة تاريخية
كان مك كيم ووايت، وبيبودي والستيرنز، اثنين من الشركات البارزة في الحقبة التي ساعدت بانتشار الأسلوب، من خلال تعهداتهم واسعة النطاق «للبيوت الساحلية» الخاصة بالأثرياء والميسورين في أماكن مثل نيوبورت ورودي وقرية إيست هامبتون على الطرف الجنوبي الشرقي من لونغ آيلاند. ربما كان «كراغسايد» المنزل الأشهر الذي بُني في أمريكا بأسلوب الألواح الخشبية، بُني عام (1882)، وهو منزل صيفي عُهد ببنائه لبوستونيان جي. نيكسون بلاك من شركة بيبودي والستيرنز. بُني الكراغسايد فوق شاطئ صخري ساحلي بالقرب من مانشستر باي ذا سي، ماساتشوستس، وجسد كل مبدأ ممكن من أسلوب الألواح الخشبية. صمم منزل ويليام. جي مك كيم ووايت الذي بُني عام 1887، وهو مثال آخر مشهور.
اعتمد غوستاف ستيكلي العديد من مفاهيم أسلوب الألواح الخشبية وكيفها لتتحول إلى النسخة الأمريكية من حركة الفنون والحرف. إضافة إلى ذلك، هناك العديد من الأساليب البارزة الأخرى للعمارة الفيكتورية، بما في ذلك أسلوب الإحياء الإيطالي وطراز الإمبراطورية الثانية والشعبي والإحياء القوطي.
ذُكرت بعض مباني الأسلوب في السجل الوطني الأمريكي. تضمنت أهم المناطق التاريخية ما يلي:
- المنطقة التاريخية باي هيد في باي هيد، نيوجيرسي، مع عدة عشرات من منازل الألواح الخشبية.
- المنازل في المنطقة التاريخية في سيكامور، في سيكامور، إيلينوي.
- المنطقة التاريخية في فينويك، ربما يتركز في كونيكتيكت العدد الأكبر المكون من 17 منزل.
- المنطقة التاريخية لرابطة مونتاك في لونغ آيلاند
- المنازل في المنطقة التاريخية لغلين ريدج في غلين ريدج، نيوجرسي.

حصل الأسلوب على اسمه مع أسلوب العصا من قبل مؤرخ جامعة ييل المعمارية، فنسنت سكوللي في أطروحة الدكتوراه عام 1949، التي حملت عنوان، البيت الساحلي. أعقب هذا عدة مقالات في المجلات حول ها الموضوع، والتي توجها مقالين لسكولي بعنوان أسلوب الألواح الخشبية وأسلوب العصا في عام 1971 وأسلوب الألواح الخشبية البوم في عام 1974.